# Кормовое (Московская область)
Кормовое — село в городском округе Серебряные Пруды Московской области России.
Самый южный населённый пункт области. Село расположено вблизи стыка границ Московской, Рязанской, Тульской областей, в 22 километрах к югу от рабочего посёлка Серебряные Пруды, в 70 км к востоку от Тулы, в 78 км к юго-западу от Рязани, в 160 км от МКАД. Находится в бассейне реки Яверья (приток Прони).
Вблизи села проходит автодорога Кашира — Кимовск (на Данков).
| 1859 | 2002 | 2006 | 2010 |
| ---- | ---- | ---- | ---- |
| 554  | ↘8   | ↗11  | ↗34  |

## История
По сведениям 1859 года Кормовое — владельческое село 1-го стана Венёвского уезда Тульской губернии по правую сторону тракта из Зарайска в Епифань, в 25 верстах от уездного города и 26 верстах от становой квартиры, при пруде, с 58 дворами, православной церковью и 554 жителями (273 мужчины, 281 женщина).
С июня 1924 года в Серебряно-Прудском районе (район входил в состав Тульской губернии / Тульского округа / Тульской области, в декабре 1942 года передан в состав Московской области).